# L'Éternité pour nous
Pour plus de détails, voir Fiche technique et Distribution.
L'Éternité pour nous (ou Le Cri de la chair) est un film français "intello-érotique" réalisé par José Bénazéraf en 1961.

## Synopsis
Une plage déserte, une auberge au bout du monde. Le vieux mari de la patronne agonise dans une des chambres. Débarquent un pianiste raté et une superbe chanteuse sans voix. Le bal d'éros et thanatos peut commencer.

## Fiche technique
- Réalisation : José Bénazéraf
- Scénario et dialogues : Yves-Claude Denaux et José Bénazéraf d'après le roman L'éternité pour tous de Georges-Jean Arnaud (éd. Fleuve Noir)
- Décors : Claude Bouxin
- Musique : Louiguy
- Photographie : Marcel Combes
- Cadre : José Bénazéraf
- Production : Les Films Univers
- Durée : 85 minutes
- Date de sortie : 1961

## Distribution
- Michel Lemoine
- Sylvia Sorrente
- Monique Just
- Gisèle Gallois